# Yankee (scheldwoord)

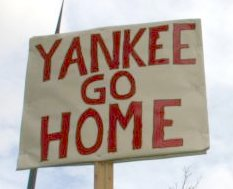
Yankee als scheldwoord

Yankee is waarschijnlijk van oorsprong de scheldnaam die de Britse kolonisten gaven aan de inwoners van de Nederlandse kolonie Nieuw-Nederland. Men hoort ook vaak gewoon "yank" in de volksmond.
De exacte oorsprong van het woord is niet precies bekend. Gesteld wordt dat het woord is ontstaan uit de Nederlandse namen Jan en Kees. Andere mogelijke oorsprongen worden gezocht in Jan-Kaas, een benaming die sloeg op het feit dat de Nederlandse kolonisten bekend stonden om hun kaas. Een derde mogelijkheid is dat het woord is afgeleid van Janneke, de verkleinvorm van Jan. De Nederlandse J en Engelse Y worden op dezelfde manier uitgesproken als ze in een woord gebruikt worden, dus niet als losse letter.
Een andere theorie is de verbasterde uitspraak van English door indianen. Te vergelijken met pidgin (naar business) en Kiri Bati Islands (naar Gilbert Islands).
Later werd yankee een bijnaam voor de inwoners van de staat New York en het aangrenzende New England. Tegenwoordig gebruiken de inwoners van New York en New England het woord yankee als een geuzennaam. Een van de professionele honkbalteams van New York heet de New York Yankees.

## Geschiedenis
Tijdens de burgeroorlog gebruikte de 'aristocratische' zuidelijke confederatie de naam yankee voor de noordelijke Verenigde Staten, in de betekenis van: die barbaren uit het noorden.
In het buitenland wordt het vaak gebruikt voor alle Amerikanen uit de Verenigde Staten. Dit doet geen recht aan de verschillen binnen het land. Iemand uit Alabama of Texas zal niet verwachten een yankee te worden genoemd. Dit kan zelfs een scheldwoord in sommige zuidelijke staten betekenen. 
De negentiende-eeuwse Amerikaanse journalist Ambrose Bierce schreef erover in zijn satirisch woordenboek The Devil's Dictionary (vertaald: Woordenboek van de duivel). Hij gaf de volgende betekenis voor yankee:
 YANKEE, n. In Europa, een Amerikaan. In de Noordelijke Staten van onze Unie, iemand uit New England. In de Zuidelijke Staten is het woord onbekend. (Zie VERDOMDE YANK) 